# 편무성가옥
편무성 가옥(片戊成 家屋)은 대한민국 충청남도 보령시 천북면 신죽리에 있는 가옥이다. 1988년 8월 30일 충청남도의 문화재자료 제304호로 지정되었다.

## 개요
조선후기 팔작지붕으로 된 ㅡ자형의 고택으로, 왼쪽에 부엌을 설치하고, 앞에는 마루를 설치하였는데, 마루 앞에는 분합문(分閤門)을 달았으며, 지붕이 기와에는 옹정8년(擁正八年)이라는 글씨가 발견되어 1730년에 지어진 건축물로 짐작할 수 있다.

## 참고 문헌
- 편무성가옥 - 국가유산청 국가유산포털